# Джалдовски окръг
Джалдовски окръг (на полски: Powiat działdowski) е окръг в Североизточна Полша, Варминско-Мазурско войводство. Заема площ от 953,93 км2. Административен център е град Джалдово.

## География
Окръгът обхваща земи от историческите области Мазурия (Сасинска земя) и Любавска земя. Разположен е в южната част на войводството.

## Население
Населението на окръга възлиза на 66 736 души (2012). Гъстотата е 70 души/км2.

## Административно деление
Административно окръгът е разделен на 6 общини.
Градска община:
- Джалдово

Градско-селска община:
- Община Лидзбарк

Селски общини:
- Община Джалдово
- Община Илово-Осада
- Община Плошница
- Община Рибно

## Фотогалерия
- Джалдово
- Лидзбарк